# Phytosciara ornata
Phytosciara ornata är en tvåvingeart som först beskrevs av Johannes Winnertz 1867.  Phytosciara ornata ingår i släktet Phytosciara och familjen sorgmyggor.
Artens utbredningsområde är Tyskland. Inga underarter finns listade i Catalogue of Life.